# Abdoulaye Sarr (football)
Abdoulaye Sarr est un joueur et entraîneur de football sénégalais né le 31 octobre 1951 au Sénégal.

## Carrière
Abdoulaye Sarr évolue au poste de milieu offensif au Stade de Mbour où il passe l'essentiel de sa carrière à partir de 1972 ; il est aussi deux fois champion du Sénégal de deuxième division avec la SEIB Diourbel. Il termine sa carrière de football en 1982.
Il devient ensuite entraîneur du Stade de Mbour avant de rejoindre la direction technique nationale en 1996.. Il est ensuite sélectionneur adjoint de 2000 à 2005 avant de devenir sélectionneur principal en juillet 2005, menant la sélection à une quatrième place lors de la Coupe d'Afrique des nations de football 2006. Il quitte son poste le 13 mai 2006. Il a aussi été sélectionneur adjoint lors de la Coupe d'Afrique des nations 2012.
Il est directeur technique de l'Association sportive Génération Foot de Mady Touré.